# Безмассовые частицы
Безма́ссовые части́цы (люксо́ны) — частицы, масса  которых равна нулю. Всегда движутся со скоростью света. Способны изменять своё направление движения, энергию и импульc (например, фотон в гравитационном поле). Не имеют аналога в нерелятивистской механике.

## Свойства
Любая безмассовая частица может двигаться только со скоростью света. Это следует из того, что, согласно формулам теории относительности, для энергии {\displaystyle E={\frac {mc^{2}}{\sqrt {1-{\frac {v^{2}}{c^{2}}}}}}} и импульса {\displaystyle p={\frac {mv}{\sqrt {1-{\frac {v^{2}}{c^{2}}}}}}}скорость {\displaystyle v} частицы определяется через её импульс {\displaystyle p}, массу {\displaystyle m} и скорость света {\displaystyle c} соотношением {\displaystyle v={\frac {pc^{2}}{E}}}, где {\displaystyle E=c{\sqrt {p^{2}+m^{2}c^{2}}}} — энергия частицы. В случае безмассовой частицы {\displaystyle m=0}, тогда {\displaystyle E=c\mid p\mid } и, из уравнения {\displaystyle v={\frac {pc^{2}}{E}}} получаем {\displaystyle \mid v\mid =c}. Такая частица не может находиться в состоянии покоя: она может родиться (быть излучена), двигаться со скоростью света, затем уничтожиться (поглотиться).
Любая частица, движущаяся со скоростью света, может быть только безмассовой. Это следует из формулы {\displaystyle v={\frac {pc^{2}}{E}}}. В случае {\displaystyle v=c} получаем {\displaystyle E=c\mid p\mid } и, из уравнения {\displaystyle E=c{\sqrt {p^{2}+m^{2}c^{2}}}} получаем {\displaystyle m=0}.
Безмассовые частицы описываются неприводимыми представлениями группы Пуанкаре. Из этого следует, что они не могут находиться в состоянии с нулевой энергией. Также из этого следует, что значения спина безмассовых частиц могут быть только целыми или полуцелыми.
Термин «безмассовая» не вполне точно отражает природу такой частицы. Согласно принципу эквивалентности массы и энергии, безмассовая частица с энергией {\displaystyle E} переносит эквивалентную ей массу {\displaystyle m={\frac {E}{c^{2}}}={\frac {p}{c}}}, которая не связана с её нулевой массой покоя. Масса физической системы, излучающей безмассовую частицу, в момент излучения уменьшается на величину {\displaystyle m}, а масса физической системы, поглотившей безмассовую частицу, в момент поглощения увеличивается на величину {\displaystyle m}. Вследствие принципа эквивалентности инертной и гравитационной массы, все безмассовые частицы участвуют в гравитационном взаимодействии. Экспериментально наблюдаемыми проявлениями гравитационного взаимодействия для безмассовых частиц являются изменение их энергии (гравитационное красное смещение) и направления распространения (гравитационное отклонение света) в гравитационном поле.
Безмассовые частицы обладают особой сохраняющейся лоренц-инвариантной величиной — спиральностью. Спиральность является проекцией спина частицы на её импульс.
Если неприводимое безмассовое поле задаётся представлением группы Лоренца {\displaystyle (j_{1},j_{2})}, то кванты его — безмассовые частицы спиральности {\displaystyle \lambda =j_{1}-j_{2}} (теорема Вайнберга о спиральности).
Одно из важных различий между массивными и безмассовыми частицами со спином состоит в том, что массивные частицы со спином {\displaystyle j} имеют {\displaystyle 2j+1} состояний поляризации {\displaystyle -j,-j+1,...,j-1,j}, а для безмассовой частицы со спином {\displaystyle j} возможно лишь два состояния поляризации {\displaystyle -j,j}, которые и являются её спиральностью.
Для всех безмассовых частиц понятия внутренней чётности не существует.
Для безмассовых частиц с ненулевым спином понятия орбитального момента импульса не существует.

Объяснение отсутствия в природе безмассовых частиц с нулевым спином является нерешённой проблемой теоретической физики.
Скорость виртуальных частиц, в том числе безмассовых, не имеет физического смысла. Это следует из того, что скорость {\displaystyle v} частицы определяется через её импульс {\displaystyle p}, энергию {\displaystyle E} и скорость света {\displaystyle c} соотношением
{\displaystyle v={\frac {pc^{2}}{E}}}. Например, для виртуальных фотонов, которыми обмениваются протон и электрон в атоме водорода, импульс {\displaystyle p>0}, энергия {\displaystyle E=0}. При подстановке в формулу {\displaystyle v={\frac {pc^{2}}{E}}} этих значений для скорости получается бесконечно большая величина.
Масса виртуальных частиц, в том числе безмассовых, не имеет физического смысла. Это следует из соотношения между массой {\displaystyle m}, энергией {\displaystyle E}, импульсом {\displaystyle p} и скоростью света {\displaystyle c} {\displaystyle m^{2}c^{4}=E^{2}-p^{2}c^{2}}. Например, для виртуальных фотонов, которыми обмениваются протон и электрон в атоме водорода, импульс {\displaystyle p>0}, энергия {\displaystyle E=0}. При подстановке в формулу {\displaystyle m^{2}c^{4}=E^{2}-p^{2}c^{2}} этих значений для массы {\displaystyle m} получается мнимая величина.

## Известные безмассовые частицы
- Фотоны. Единственная вполне достоверно существующая безмассовая частица. Экспериментально подтверждены и её существование, и безмассовость, к тому же весьма сильно аргументированные экспериментально (отличие массы фотона от нуля привело бы к дисперсии электромагнитных волн в вакууме, что размазало бы по небу наблюдаемые изображения галактик) и теоретически (в квантовой теории поля доказывается, что если бы масса фотона не равнялась нулю, то электромагнитные волны имели бы три, а не два поляризационных состояния, вследствие того, что массивные частицы со спином {\displaystyle j} имеют {\displaystyle 2j+1} состояний поляризации {\displaystyle -j,-j+1,...,j-1,j}, а для безмассовой частицы со спином {\displaystyle j} возможно лишь два состояния поляризации {\displaystyle -j,j}, спин фотона {\displaystyle j=1}[7]).[12][5] Со стороны эксперимента и наблюдений можно говорить только об ограничении сверху на массу (наблюдения галактических магнитных полей дают величину комптоновской длины волны фотона {\displaystyle \lambda _{k}={\frac {\hbar }{mc}}\geq 10^{22}} см, что даёт верхнюю оценку массы фотона {\displaystyle 3{,}5\cdot 10^{-60}} грамм.[13]) Аналогом состояний {\displaystyle s,p,d,...} c определёнными значениями орбитального момента импульса {\displaystyle l} для фотона являются фотонные мультиполи.[10]

- Глюоны. Если глюоны существуют, то они являются безмассовыми, но до сих пор их существование может находиться под некоторым сомнением, так как есть некоторые (не слишком большие) сомнения в теории, где они теоретически вводятся — квантовой хромодинамике, а в свободном виде глюоны не наблюдаются (судя по всему, так и должно быть в полном соответствии с теорией, но математически последнее не доказано).[источник не указан 474 дня]
- Гравитоны. Если гравитоны существуют, то они почти точно являются безмассовыми частицами, точнее — их масса должна быть по крайней мере весьма мала — это следует из закона всемирного тяготения и наблюдений за двойными пульсарами. Наблюдения за затуханием орбитального движения в двойных пульсарах косвенно подтверждают существование предсказываемых общей теорией относительности гравитационных волн, а количественное совпадение данных этих наблюдений с предсказаниями общей теории относительности указывает, что верхний предел массы гравитона определяется частотой {\displaystyle \nu =3\cdot 10^{-5}} Гц, связанной с периодом орбитального движения {\displaystyle 10} часов, {\displaystyle m={\frac {\hbar \nu }{c^{2}}}} см, что даёт верхнюю оценку массы гравитона {\displaystyle 3{,}5\cdot 10^{-53}} грамм.[14] Кроме этого, поскольку осуществлены одновременные наблюдения прихода гравитационных волн и светового импульса от породившего их события — очень удаленного объекта, показано, что скорость распространения гравитации точно равна скорости света, а это автоматически даёт массу гравитона равным нулю. Но вопрос об их существовании остаётся открытым в том смысле, что они не были экспериментально обнаружены и вряд ли будут обнаружены в обозримом будущем как индивидуальные частицы. Гравитационные волны, являющиеся (теоретически) первым реально наблюдаемым проявлением невиртуальных гравитонов, были открыты на практике.[источник не указан 474 дня]

### Ранее считались
- Нейтрино. Долгое время считалось, что нулевой массой покоя обладают нейтрино. Однако в настоящее время многочисленные осцилляционные эксперименты с солнечными, атмосферными, реакторными и ускорительными нейтрино надёжно продемонстрировали наличие у них малой, но ненулевой массы покоя (меньше 0,28 эВ, но не нулевая у всех ароматов (ν
e, ν
μ, ν
τ)[15][16][17]).